# 鳥取縣道、島根縣道1號溝口伯太線
鳥取縣道·島根縣道1號溝口伯太線為鳥取縣西伯郡伯耆町至島根縣安來市的主要地方道。

## 概要

### 路線資訊
- 起點 - 鳥取縣西伯郡伯耆町溝口、溝口IC入口交差點（國道181號（國道183號、國道482號共線）鳥取縣道45號倉吉江府溝口線交點）
- 終點 - 島根縣安來市伯太町母里（島根縣道9號安來伯太日南線・島根縣道101號米子伯太線交點）
- 總長 - 20.2km

## 路線狀況

### 共線路段
- 國道181號、國道183號、國道482號（西伯郡伯耆町溝口、溝口交點 - 鬼守橋交點）
- 鳥取縣道160號福賴市山伯耆大山停車場線（西伯郡南部町市山）
- 鳥取縣道316號米子岸本線（西伯郡南部町天萬）

## 地理

### 通過行政區
- 鳥取縣
  - 西伯郡伯耆町 - 同郡南部町 - 伯耆町 - 南部町
- 島根縣
  - 安來市

### 連接道路
- 國道181號（國道183號、國道482號共線）・鳥取縣道45號倉吉江府溝口線（西伯郡伯耆町溝口、溝口IC入口交差點）
- 國道181號（國道183號、國道482號共線）（西伯郡西伯郡伯耆町溝口・溝口交差點 - 鬼守橋交差點）
- 鳥取縣道46號日野溝口線（西伯郡伯耆町宇代）
- 鳥取縣道160號福賴市山伯耆大山停車場線（西伯郡南部町市山）
- 鳥取縣道316號米子岸本線（西伯郡南部町天萬）
- 國道180號南部繞道（西伯郡南部町清水川）
- 國道180號（西伯郡南部町阿賀・阿賀交差點）
- 島根縣道9號安來伯太日南線、島根縣道101號米子伯太線（安來市伯太町母里）

### 周邊
- 鳥取花回廊